# Alphonse Favre

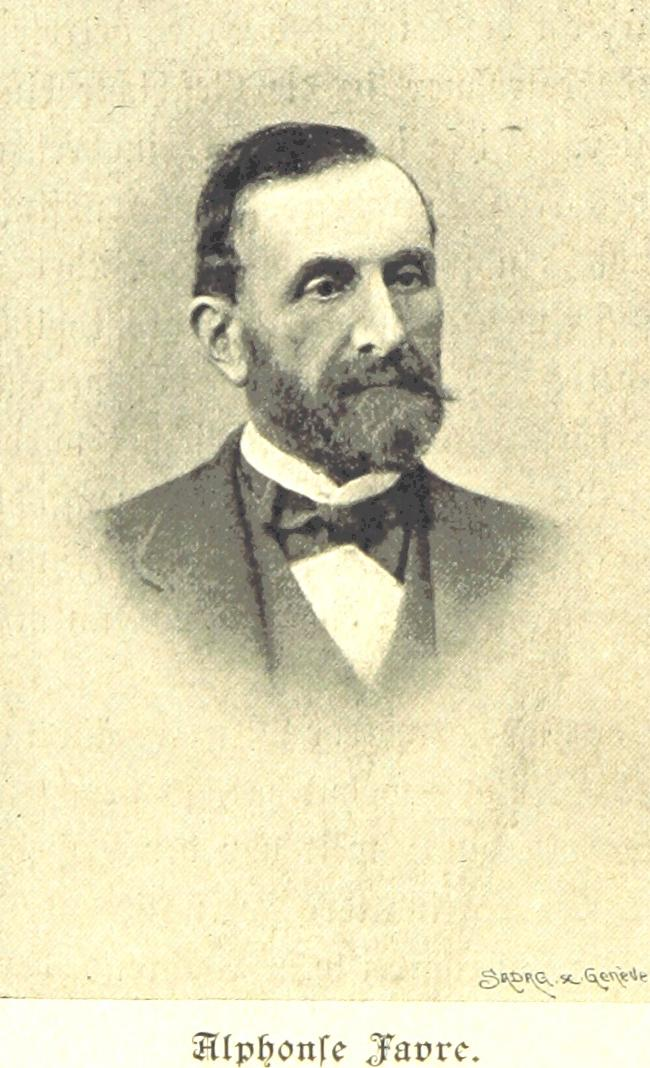
Alphonse Favre

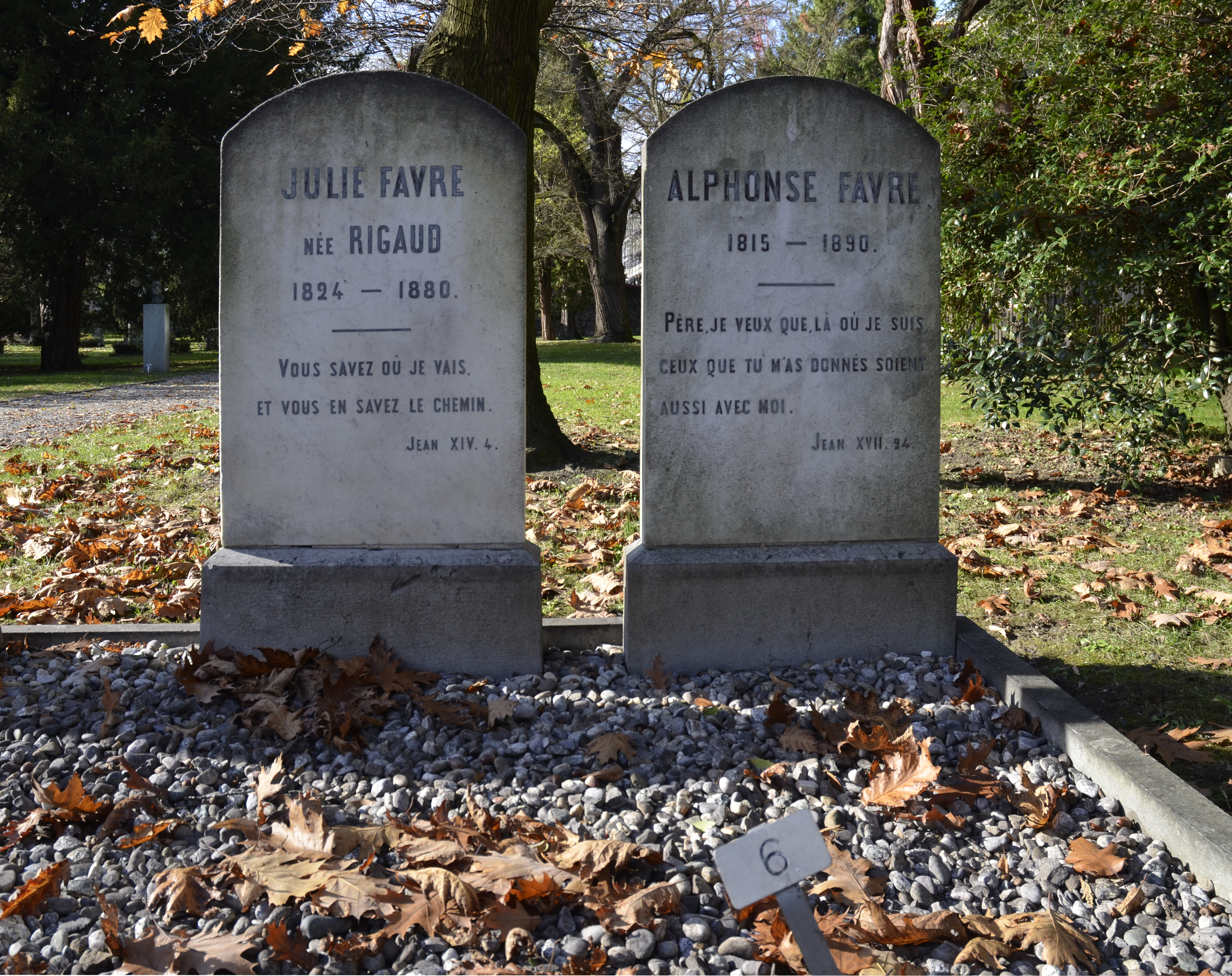
Grab von Alphonse und Julie Favre, Könige Friedhof, Genf.

Jean Alphonse Favre (* 31. März 1815 in Genf; † 11. Juli 1890 in Pregny) war ein Schweizer Geologe.

## Leben
Favres Eltern waren der Offizier und Historiker Guillaume Favre und Catherine, geb. Bertrand. Der Vater war Bücherliebhaber und besass das Landgut La Grange. Sein Bruder war der Genfer Politiker und Generalstabsoffizier Edmont Favre (1812–1880).
Alphonse Favre studierte zwischen 1831 und 1837 Naturwissenschaften und Recht an der Genfer Akademie, später (1839) Chemie und Mineralogie an der Sorbonne in Paris. 1844–1852 lehrte Favre an der Genfer Akademie Geologie und Paläontologie. Seit 1879 war er korrespondierendes Mitglied der Académie des sciences in Paris. 1888 wurde er zum Mitglied der American Philosophical Society gewählt.

## Schaffen
Auf Basis der Forschungen von Horace-Bénédict de Saussure untersuchte Favre die Geologie des Mont-Blanc-Gebietes, des Mont Salève und des Kantons Genf, dessen erste geologische Karten er erstellte.
Favre rekonstruierte die eiszeitliche Ausbreitung der Alpengletscher, erstellte dazu 1884 eine Carte des phènomènes erratiques et des anciens glaciers des Alpes Suisse und trat für den Schutz der Findlinge ein. Er plante ein umfassendes Werk über die Eiszeit und ihre Hinterlassenschaften, das aber infolge Krankheit unvollendet blieb. Auch sein Nachfolger, Leon Du Pasquier (1864–1897), konnte es nicht zum Abschluss bringen.
In der Kontroverse zu Fossilien unterschiedlicher geologischer Schichten stand er in Opposition zu Joseph Scipion Grad (1806–1873).
Favre war Mitbegründer des Schweizer Alpen-Clubs und 1866 dessen Präsident.

## Schriften
- On the Anthracites of the Alps. 1841.
- Observations Sur Les Diceras. 1843.
- Recherches geologiques dans les parties de la Savoie, du Piemont et de la Suisse voisines du Mont Blanc. 1867.
- Trois notices biographiques. 1891.